# Cuvilly
Cuvilly – miejscowość i gmina we Francji, w regionie Hauts-de-France, w departamencie Oise.
Według danych na rok 1990 gminę zamieszkiwały 462 osoby, a gęstość zaludnienia wynosiła 54 osoby/km² (wśród 2293 gmin Pikardii Cuvilly plasuje się na 563. miejscu pod względem liczby ludności, natomiast pod względem powierzchni na miejscu 563.).